# 佐藤伝
佐藤 伝（さとう でん、1958年（昭和33年）3月2日 - ）は、日本の著作家、講演家、メンター。
研究テーマは、行動習慣と「ひとりビジネス」。国際ナイン・マトリックス協会（iNMAX）会長。行動習慣・研究所 代表。

## 人物・略歴
宮城県仙台市生まれ、福島県育ち。小中高を福島で過ごす。福島県立福島高等学校を経て、明治大学文学部を卒業。『習慣』をテーマとする多くの本を執筆する。著作は国内外で累計185万部を突破している。習慣と起業の専門家としての講演活動も行っている。
「なんとなくイイ気分」で生活していく事こそが、もっとも大事と独自の理論を展開。そのスピリットと行動習慣を世界に広めるために、行動習慣ナビゲーター（Dream Navigator®）の育成に尽力している。WEB上で学べる「行動習慣ナビゲーター認定講座」と「ひとりビジネス応援塾」と「ひとりビジネス大学」は、佐藤の3大コンテンツとなっている。
昭和53年（1978年）から、仏教学者の祖父（多田等観）に伝授されたチベット密教の奥義である曼荼羅（9マス）を指導に取り入れた。マイスタディ教室という名の学習塾（小・中・高）を都心の半蔵門にて30年間にわたって主宰。佐藤の薫陶を受けた門下生たちは、すでに30代・40代となり各界で活動中。
上場企業のリーダー研修や教育機関（小・中・高・大）での講演に引っ張りだこの人気講師である。海外で翻訳された著作も多く、9マスの思考法をグローバルに広めるために「Zen Matrix」と名付けて、ウィーン・ＮＹ・ミラノ・ロンドンなど海外講演も精力的に受けている。
日本の朝活のパイオニアでもあり、20年以上継続しているPREMIUM朝カフェは、全国各地からファンが集う出会いの場となっている。親しみやすく明るく謙虚な人柄から「習慣といえば、伝ちゃん先生！」と幅広い年齢層から慕われている。

## 著書

### 図書
- 『夢の種を育てる人の生活習慣』PHP研究所、2001年10月1日。ISBN 4-569-61873-1。[1]
- 『「朝」日記の奇跡　「朝3分」夢をかなえる習慣のつくり方』日本能率協会マネジメントセンター、2005年5月。ISBN 4-8207-1648-4。
  - 『「朝」日記の奇跡』PHP研究所〈PHP文庫〉、2008年12月1日。ISBN 978-4-569-67146-8。 - 日本能率協会マネジメントセンター2005年刊の増訂。
- 『「図解」「朝」日記で夢をかなえるノート　朝3分で、なりたい自分になれる！』PHP研究所、2005年11月29日。ISBN 4-569-64631-X。
- 『夢をかなえる9マス日記　日記と手帳のツインエンジンで夢実現を加速せよ』ソフトバンククリエイティブ、2006年3月20日。ISBN 4-7973-3442-8。
- 『いい明日がくる夜の習慣』中経出版、2006年12月。ISBN 4-8061-2599-7。
  - 『いい明日がくる夜の習慣』中経出版〈中経の文庫 さ-18-2〉、2012年2月。ISBN 978-4-8061-4290-4。 - 2006年刊の加筆・修正、新編集。
- 『幸運を呼びよせる朝の習慣』中経出版、2006年12月。ISBN 4-8061-2598-9。
  - 『幸運を引き寄せる朝の習慣』中経出版〈中経の文庫 さ-18-1〉、2012年2月。ISBN 978-4-8061-4289-8。 - 『幸運を呼びよせる朝の習慣』（2006年刊）の改題、加筆・修正、新編集。
- 『シンプルなのに、運がよくなる習慣　ツキを呼ぶ魔法の生活』PHPエディターズ・グループ(出版) PHP研究所(発売)、2006年12月18日。ISBN 4-569-65893-8。
- 『夢をかなえる成功習慣』PHP研究所、2007年3月23日。ISBN 978-4-569-69011-7。
- 『風のように生きる　願いを叶える！仕事の成功法則』辰巳出版、2007年10月12日。ISBN 978-4-7778-0443-6。
- 『星のように眠る　幸せを呼ぶ！恋愛の成功法則』辰巳出版、2007年10月12日。ISBN 978-4-7778-0442-9。
- 『初対面3秒の魔法　人生は出会ったその瞬間で決まる！』PHP研究所、2007年11月12日。ISBN 978-4-569-69257-9。
- 『7日間で人生を変える魔法の習慣』青春出版社、2007年11月15日。ISBN 978-4-413-03656-6。
- 『1日5分頭がよくなる習慣』中経出版、2007年12月。ISBN 978-4-8061-2885-4。
- 『「感謝の習慣」で人生はすべてうまくいく！』PHP研究所〈PHP文庫〉、2008年1月7日。ISBN 978-4-569-66957-1。
- 『ご利益　人生が豊かになる！金縁の法則』実業之日本社、2008年1月18日。ISBN 978-4-408-61193-8。
- 『1週間で自分を好きになれる本　「気づく」「変わる」「リセット」3章のメソッド』小学館、2008年2月8日。ISBN 978-4-09-387753-4。
- 『10歳、若くなる習慣』三笠書房〈知的生きかた文庫〉、2008年4月。ISBN 978-4-8379-7704-9。
- 『夢をかなえるメモの習慣』中経出版、2008年12月。ISBN 978-4-8061-3227-1。
- 『休日手帳　平日が180度変わる「52の習慣」』ビジネス社、2009年2月5日。ISBN 978-4-8284-1473-7。
- 『幸せを引き寄せる　お金の習慣』中経出版、2009年11月。ISBN 978-4-8061-3551-7。
- 『たった1分でできて、一生が変わる！魔法の習慣』学研パブリッシング(出版) 学研マーケティング(発売)、2010年8月27日。ISBN 978-4-05-404625-2。
- 『強運を呼び込む47の習慣』PHP研究所〈PHP文庫 さ41-3〉、2011年1月5日。ISBN 978-4-569-67578-7。
- 『幸運を引き寄せる　寝る前5分の魔法の習慣』アスコム、2011年1月。ISBN 978-4-7762-0652-1。
- 『行動習慣コンパス(DVD付き)　生き方に迷わない！後悔しない！』学研パブリッシング(出版) 学研マーケティング(発売)、2011年7月29日。ISBN 978-4-05-404979-6。
  - 『行動習慣コンパス　今すぐ、幸せと成功に導く！』学研パブリッシング(出版) 学研マーケティング(発売)、2012年1月13日。ISBN 978-4-05-405207-9。 - 2011年刊の再編集。
- 『たった1分でできて、一生が変わる！言葉の習慣』学研パブリッシング(出版) 学研マーケティング(発売)、2011年9月23日。ISBN 978-4-05-404982-6。
- 『心の習慣　たった1分でできて、一生が変わる！』学研パブリッシング(出版) 学研マーケティング(発売)、2012年2月24日。ISBN 978-4-05-405211-6。
- 『財布の習慣 ＝The Ways of Your Wallet　一瞬で、金運がアップする！』学研パブリッシング(出版) 学研マーケティング(発売)、2012年6月1日。ISBN 978-4-05-405350-2。
- 『人に好かれる35の魔法　幸せにみるみる成功する人の小さな習慣』学研パブリッシング(出版) 学研マーケティング(発売)、2012年9月28日。ISBN 978-4-05-405472-1。
- 『「ほっ」とする習慣』成美堂出版〈成美文庫 さ-12-1〉、2012年11月1日。ISBN 978-4-415-40216-1。
- 『たった1分でできて、一生が変わる! 魔法の習慣(文庫版): らくらく幸せに夢を叶える人の小さな約束56』学研パブリッシング(出版) 学研マーケティング(発売)、2014年7月9日。ISBN 978-4054060678。

### 監修
- 寺田真理子『うつの世界にさよならする100冊の本　本を読んでココロをちょっとラクにしよう』佐藤伝 監修、ソフトバンククリエイティブ、2007年11月30日。ISBN 978-4-7973-4413-4。